# Ахмед Абуталеб
Ахмед Абуталеб (араб. أحمد أبوطالب, нід. Ahmed Aboutaleb; нар. 29 серпня 1961, Бені Сідель, Марокко) — нідерландський політик марокканського походження. Мер Роттердама. Перший в Західній Європі мусульманин-мер великого міста.
Абуталеб народився в 1961 році в Марокко в родині сунітського імама. За національністю бербер. Був привезений батьками в Нідерланди в 16-річному віці. Отримав середню спеціальну, а потім і вищу освіту в галузі телекомунікацій, працював кореспондентом в різних нідерландських теле- і радіокомпаніях. Потім був співробітником прес-служби Міністерства соціального забезпечення, охорони здоров'я та культури і Соціально-економічної ради (консультативного органу при уряді країни). У 1998 р. був призначений директором Інституту «Форум» в Утрехті, місія якого полягає у вивченні і виробленні практичних рекомендацій для забезпечення державної політики мультикультуралізму.
У 2003 році Абуталеб, вирішивши продовжити кар'єру в політиці, вступив в Партію праці, через рік зайняв посаду радника в міському управлінні Амстердама, займаючись питаннями зайнятості, освіти, молодіжної політики. У 2007—2008 рр. був статс-секретарем уряду Нідерландів з соціальних питань та зайнятості.
На початку січня 2009 року керівники соціал-демократичної партії обрали його на посаду бургомістра Роттердама. Ахмед Абуталеб — марокканець за походженням і поряд з нідерландським паспортом має також і марокканський паспорт. Його призначення на посаду бургомістра викликало неоднозначну реакцію в місті, особливо в рядах правих і праворадикальних партій, які вважали, що таке призначення не допоможе процесу інтеграції мусульманських іммігрантів в нідерландське суспільство.
Газета Elsevier в 2014 році оголосила Абуталеба Людиною року. У січні 2015 року Абуталеб привернув до себе суспільну увагу надзвичайно жорсткою заявою з приводу терористичного акту проти журналу Charlie Hebdo. Звертаючись до можливих однодумців ісламістів-радикалів в Нідерландах, Абуталеб сказав в прямому ефірі Нідерландського телебачення::
|  | Якщо вам не подобається тут, тому що вам не подобаються гумористи, що роблять маленьку газетку, - якщо можна так висловитися, валіть звідси.Оригінальний текст (нід.) Als je het niet ziet zitten dat humoristen een krantje maken, ja... mag ik het zo zeggen: rot toch op! |

Серед головних захоплень Ахмеда Абуталеба — арабська поезія. Він перевів з арабської мови на нідерландську ряд віршів поета Адоніса і виступав з їх читанням в рамках Роттердамського поетичного фестивалю .